# Prühmühle
Die Prühmühle ist ein Baudenkmal im niederbayerischen Eggenfelden und liegt im Osten der Stadt an der Rott. Das Anwesen selbst stammt aus dem 19. Jahrhundert und wurde als, für das Rottal typischer, Vierseitenhof errichtet. Zusätzlich zu der landwirtschaftlichen Nutzung befanden sich eine Mühle, ein Sägewerk, eine Schmiede und eine Bäckerei im Hof. Bis heute können noch die Mühle und das Sägewerk besichtigt werden.

## Mühle
Das dominante Mühlengebäude mit seiner Technik wurde etwa um 1870 errichtet. Bis heute besteht das Gebäude und die Mühlentechnik in nahezu unveränderter Art und kann zu besonderen Anlässen besichtigt werden. Im Jahr 2015 wurde die Mühle vom Bayerischen Landesverein für Mühlenkunde und Mühlenerhaltung mit dem Ehrenpreis ausgezeichnet.

## Sägewerk
Direkt neben dem Mühlengebäude befindet sich das Sägewerk. Dieses ist mit einem Einblattgatter aus der 2. Hälfte des 19. Jahrhunderts sowie einem Vollgatter aus den 1950er-Jahren ausgestattet. Beide Gatteranlagen sind bis heute voll funktionsfähig und werden für regelmäßige Vorführungen auch heute noch in Gang gesetzt.

## Wasserkraftwerk
Die alten Wasserräder der Mühle und des Sägewerks wurden in den 1980er Jahren abgetragen. An ihre Stelle traten zwei moderne Wasserturbinen.

## Mühlentag
In Deutschland findet jährlich am Pfingstmontag der Mühlentag statt, zu dem auch die Prühmühle ihre Pforten für die Öffentlichkeit öffnet.